# Tra 5 min.
Tra 5 min. è un singolo del cantautore italiano Morgan, scritto insieme ai Lombroso e pubblicato nel 2008, primo estratto dall'album Da A ad A

## Video musicale
Il video musicale è stato pubblicato in concomitanza al lancio del singolo sul canale YouTube del cantante.

## Tracce
Testi e musiche di Morgan, Dario Ciffo, Agostino Nascimbeni.
1. Tra 5 min. – 2:55